# Linköpings vattentorn

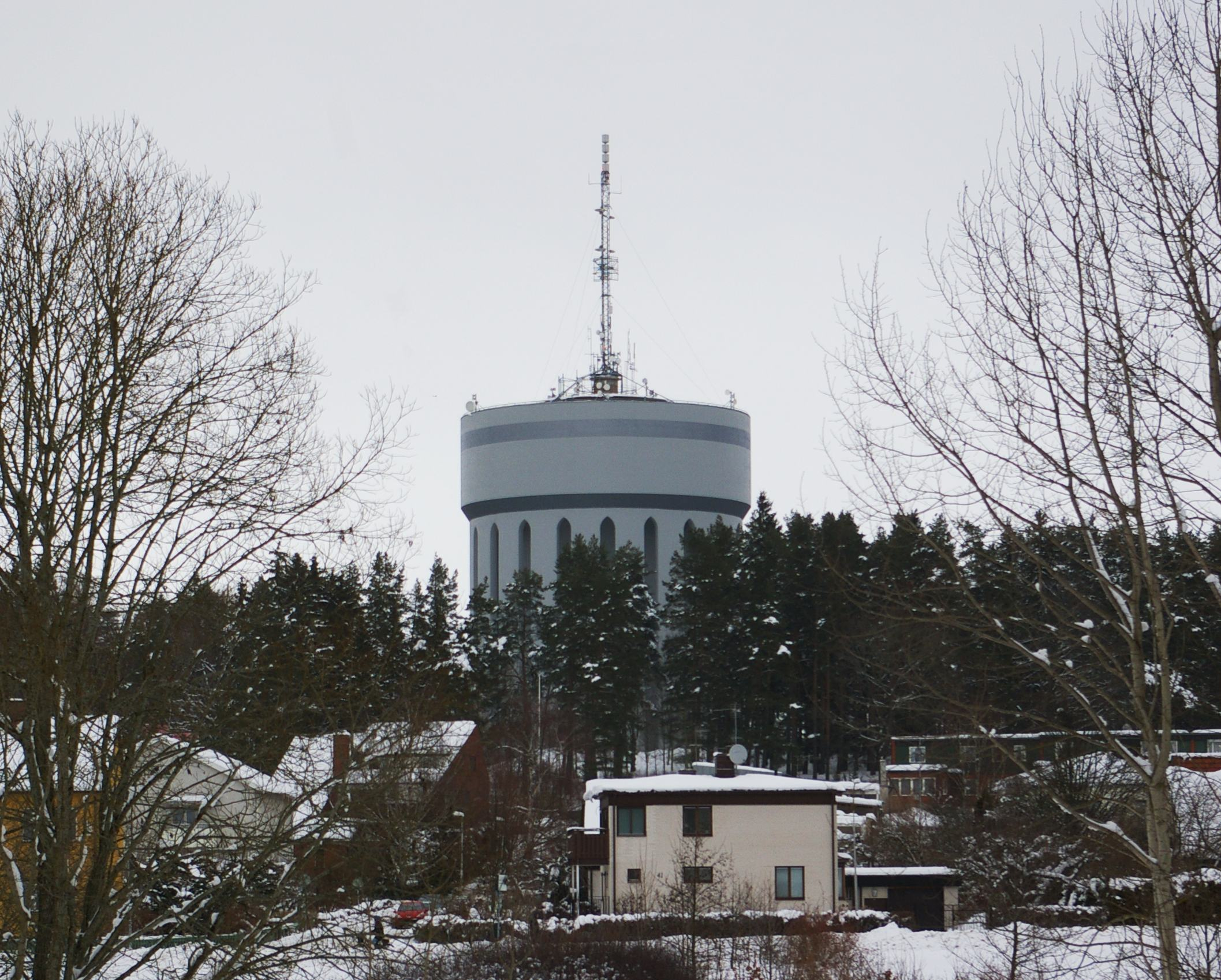
Linköpings vattentorn, byggt 1958.

Linköpings vattentorn ligger på en höjd i området Majelden i stadsdelen Ramshäll, och är väl synligt från stora delar av staden. Vattentornet byggdes 1958. Det genomgick under år 2009 en omfattande renovering, främst av ytterväggarna i betong. Vid målningen – i vitt och grått – gick det åt 5 000 liter färg. Dessutom har man installerat ny dekorbelysning, vilken kan ändra färg och styrka efter årstid och veckodag.
Vattentornet rymmer 6 000 kubikmeter vatten, och är 46 meter högt.
Det finns ytterligare ett vattentorn i Linköping, beläget i Ljungsbro. Dessutom finns ett gammalt vattentorn på Kanberget som togs ur bruk 1958, numera ombyggt till bostäder.